# Битва при Акии
Битва при Акии — сражение между чикасо и французским колониальным отрядом под руководством Жан-Батиста Ле Муана де Бьенвиля, произошедшее 26 мая 1736 года в южной части современного города Тупело.

## Предыстория
В 1736 году губернатор Луизианы организовал большую кампанию против враждебных чикасо. Готовясь к экспедиции, он сформировал два войска — одно в форте Луи-де-ля-Мобиль, которое возглавил сам, а другое в Иллинойсе, под руководством майора Пьера д’Артагиэта. Был разработан план одновременного удара по территории индейцев с севера и с юга, силами двух войск. По этому плану обе армии должны были выступить в конце марта 1736 года и соединиться в землях чикасо. Войско д’Артагиэта выступило из форта Де-Шартре в конце февраля 1736 года, однако Бьенвилю пришлось ждать до начала апреля из-за проливных дождей и пассивности своих индейских союзников. Поскольку связь по реке Миссисипи была блокирована, он никак не мог известить иллинойсский отряд о своей задержке.
Отряд Бьенвиля собрался в форте Луи-де-ля-Мобиль в марте 1736 года. Начиная с первого апреля, французы проследовали на лодках более 430 км вверх по реке Томбигби. 23 апреля они достигли форта Томбекбе, где Бьенвиль встретился с вождями чокто, обещая им подарки и плату за участие в походе. Кроме индейцев, в распоряжении губернатора находились 8 рот регулярных французских солдат, рота швейцарцев в 100 человек, две роты местных ополченцев, рота лесных бродяг и отряд из 45 негров. В общей сложности собственно колониальные французские силы насчитывали 590 человек. 
23 мая к армии Бьенвиля присоединились воины-чокто, около 600 человек, а также несколько воинов из племён таэнса, апалачи и мобиль. Губернатор распорядился выстроить укреплённый лагерь и оставил в нём гарнизон из 20 солдат. Взяв в проводники местного торговца, войско продолжило путь. Вечером 25 мая 1736 года  армия Бьенвиля расположилась лагерем в 8 км от Длинного Города — скопления трёх укреплённых селений чикасо на вершине холмов — Акии, Чукафалаи и Апеони, раскинувшихся среди прерий. Губернатор сначала хотел атаковать селение натчезов, которое находилось в 5 км к северо-западу от Длинного Города, но вожди чокто и некоторые французские офицеры настаивали на нападении на деревни чикасо. Бьенвиль согласился с ними и приказал разбить лагерь у подножия холмов. 

## Сражение
Около двух часов дня губернатор распорядился сформировать штурмовой отряд и атаковать Длинный Город. В состав отряда вошла рота гренадёров, 65 швейцарцев, батальон регулярной пехоты, 45 ополченцев и рота вольных негров. Возглавил его майор де Нойан, племянник Бьенвиля. 
Длинный Город представлял собой целый комплекс укреплений. Каждое из трёх селений имело свой форт, который был обнесён частоколом. Укреплённые строения располагались на возвышенности и примыкали к фортам. Кроме того, чикасо вырыли вдоль внутреннего периметра стен фортов траншеи глубиной по плечо. Укреплённые позиции были расположены таким образом, что могли поддерживать друг друга и вести перекрёстный огонь по атакующему противнику. 
Французский отряд атаковал Акию, лишь после её захвата, или захвата Апеони, можно было взять Чукафалаю, главное селение чикасо. Так как над Апеони развевался британский флаг, Бьенвиль на стал нападать на эту деревню, не желая провоцировать прямой конфликт с англичанами. Под прикрытием мантелетов, которые передвигала рота негров, отряд добрался до подножия холмов. Защитники встретили их перекрёстным огнём, целясь по незащищенным ногам. Многие негры были убиты и ранены, остальные обратились в бегство, бросив мантелеты. Французы и швейцарцы, оставшись без прикрытия, вынуждены были стремительно атаковать, чтобы избежать больших потерь. Поднявшись по склону холма, они ворвались в Акию. Их встретил шквальный огонь, косивший и солдат, и офицеров, но им удалось захватить первые три укреплённых строения. Далее предстояло атаковать форт Акии, также окружённый укреплёнными домами. Ринувшись в атаку, французы попали под перекрёстный огонь. Де Нойан был ранен, он приказал своему адъютанту организовать новую атаку, но тот пал от очередного залпа обороняющихся. Майор распорядился начать отступление — его отряд уже потерял 24 человека убитыми и 52 ранеными.
Узнав о больших потерях штурмовой группы, Бьенвиль приказал отряду в 150 человек поддержать де Нойана. Новые силы французов, под командованием де Бошана, смогли лишь помочь отряду майора выйти из боя и вынести убитых и раненых. В этот момент чокто наконец решили принять участие в штурме Акии, но снайперы чикасо вынудили их отступить. Индейские союзники Луизианы во время атаки потеряли 22 человека убитыми и ранеными. Оказавшись в тяжёлом положении и не зная местонахождение иллинойсского отряда, губернатор приказал начать отступление, трёхчасовое сражение было окончено. Вечером 27 мая 1736 года войско Бьенвиля тронулось в обратный путь.

## Итоги
Катастрофа в битве при Акии поразила как колониальные власти Новой Франции, так и королевский двор в Париже — это было самое серьёзное поражение французов в войнах с индейцами. Экспедиция против чикасо была полностью провалена. Бьенвиль обвинял в поражении англичан и даже направил официальное письмо властям Южной Каролины, упрекая британских торговцев в том, что они участвовали в бое при Акии на стороне врагов Франции. Помимо англичан, он обвинил и воинов-чокто, напомнив их вождям, что это они уговорили его атаковать Длинный Город, а не селение натчезов. Кроме того, в своём рапорте губернатор указал, что обещанные мортиры из Франции так и не были доставлены. Парижские власти отнеслись к его оправданиям без особого сочувствия и распорядились послать новую экспедицию против чикасо и отомстить за перенесённое унижение.
Мощь укреплений чикасо оказалась для Бьенвиля полной неожиданностью. После побед в битвах при Огула-Четоки и Акии они, вместе с натчезами, провели несколько набегов на французов и их союзников в районе реки Огайо. Чикасо продолжили торговать и укреплять связи с британцами.